# 琴の龍功師
琴の龍 功師（ことのりゅう こうじ、1951年（昭和26年）2月6日 - ）は、福岡県福岡市中央区出身で佐渡ヶ嶽部屋に所属した元大相撲力士。本名は真野 誠二（まや せいじ）。185cm、128kg。最高位は東十両11枚目。得意技は右四つ、寄り。

## 経歴
大相撲の九州場所が開催される福岡スポーツセンター(後に福岡国際センターに移転)の所在地と同じ福岡市中央区出身なので、厳密な意味での九州場所の御当地力士である。
1966年5月場所初土俵、1979年9月場所、所要80場所をかかって念願の十両昇進を果たす。しかし4勝11敗と大敗し、十両在位は1場所に終わる。腰高で立ち合いに厳しさが不足していたこともあって一気に攻められなかったため、十両では通用しなかった。1984年9月場所限りで廃業。廃業後は福岡県福岡市博多区で相撲料理店「琴」を経営した。

## 主な成績
- 通算成績：380勝346敗31休 勝率.523
- 十両成績：4勝11敗 勝率.267
- 現役在位：109場所
- 十両在位：1場所

### 場所別成績
| | 一月場所 初場所（東京） | 三月場所 春場所（大阪） | 五月場所 夏場所（東京） | 七月場所 名古屋場所（愛知） | 九月場所 秋場所（東京） | 十一月場所 九州場所（福岡） |
| --- | ----------------------- | ----------------------- | ----------------------- | --------------------------- | ----------------------- | --------------------------- |
| 1966年 （昭和41年） | x                       | x                       | （前相撲）              | （番付外）                  | （番付外）              | （前相撲）                  |
| 1967年 （昭和42年） | 東序ノ口16枚目 4–3      | 東序二段64枚目 3–4      | 東序二段124枚目 3–4     | 東序二段115枚目 4–3         | 東序二段76枚目 2–5      | 東序二段100枚目 4–3         |
| 1968年 （昭和43年） | 東序二段77枚目 5–2      | 西序二段34枚目 2–5      | 西序二段53枚目 4–3      | 西序二段32枚目 3–4          | 東序二段41枚目 4–3      | 西序二段21枚目 4–3          |
| 1969年 （昭和44年） | 東序二段8枚目 5–2       | 東三段目77枚目 4–3      | 西三段目61枚目 2–5      | 東三段目80枚目 4–3          | 東三段目64枚目 4–3      | 西三段目49枚目 4–3          |
| 1970年 （昭和45年） | 西三段目35枚目 4–3      | 西三段目21枚目 4–3      | 西三段目7枚目 2–5       | 西三段目22枚目 2–5          | 東三段目44枚目 3–4      | 西三段目54枚目 4–3          |
| 1971年 （昭和46年） | 東三段目42枚目 5–2      | 西三段目22枚目 4–3      | 西三段目7枚目 3–4       | 西三段目15枚目 3–4          | 東三段目28枚目 3–4      | 東三段目38枚目 5–2          |
| 1972年 （昭和47年） | 西三段目18枚目 5–2      | 西幕下54枚目 4–3        | 東幕下48枚目 3–4        | 東幕下55枚目 5–2            | 西幕下34枚目 3–4        | 西幕下39枚目 5–2            |
| 1973年 （昭和48年） | 西幕下22枚目 2–5        | 西幕下39枚目 4–3        | 東幕下34枚目 2–5        | 西幕下52枚目 5–2            | 東幕下32枚目 3–4        | 西幕下41枚目 6–1            |
| 1974年 （昭和49年） | 西幕下15枚目 2–5        | 東幕下30枚目 4–3        | 西幕下23枚目 4–3        | 西幕下18枚目 2–5            | 東幕下37枚目 3–4        | 西幕下45枚目 3–4            |
| 1975年 （昭和50年） | 西幕下58枚目 4–3        | 西幕下48枚目 5–2        | 西幕下28枚目 3–4        | 西幕下38枚目 2–5            | 東三段目筆頭 5–2        | 西幕下38枚目 4–3            |
| 1976年 （昭和51年） | 西幕下31枚目 6–1        | 東幕下13枚目 1–6        | 東幕下38枚目 5–2        | 東幕下21枚目 1–1–5          | 東幕下46枚目 休場 0–0–7 | 東幕下46枚目 4–3            |
| 1977年 （昭和52年） | 西幕下38枚目 4–3        | 西幕下28枚目 2–5        | 西幕下49枚目 5–2        | 西幕下26枚目 2–5            | 西幕下45枚目 5–2        | 東幕下26枚目 4–3            |
| 1978年 （昭和53年） | 東幕下21枚目 4–3        | 東幕下14枚目 5–2        | 西幕下5枚目 4–3         | 東幕下3枚目 3–4             | 西幕下7枚目 4–3         | 西幕下5枚目 3–4             |
| 1979年 （昭和54年） | 東幕下13枚目 4–3        | 西幕下9枚目 3–4         | 西幕下15枚目 5–2        | 西幕下3枚目 6–1             | 東十両11枚目 4–11       | 東幕下11枚目 4–3            |
| 1980年 （昭和55年） | 西幕下7枚目 3–4         | 西幕下14枚目 2–5        | 西幕下33枚目 4–2–1      | 東幕下25枚目 5–2            | 東幕下14枚目 1–6        | 東幕下39枚目 5–2            |
| 1981年 （昭和56年） | 西幕下21枚目 5–2        | 西幕下11枚目 2–5        | 東幕下25枚目 5–2        | 東幕下12枚目 6–1            | 西幕下2枚目 1–6         | 東幕下26枚目 6–1            |
| 1982年 （昭和57年） | 西幕下7枚目 6–1         | 東幕下2枚目 3–4         | 東幕下7枚目 4–3         | 東幕下5枚目 2–5             | 西幕下19枚目 3–4        | 西幕下28枚目 4–3            |
| 1983年 （昭和58年） | 東幕下20枚目 5–2        | 東幕下10枚目 3–4        | 西幕下20枚目 4–3        | 東幕下13枚目 5–2            | 東幕下7枚目 4–3         | 東幕下5枚目 2–5             |
| 1984年 （昭和59年） | 東幕下19枚目 0–3–4      | 西幕下48枚目 休場 0–0–7 | 西幕下48枚目 2–5        | 西三段目13枚目 5–2          | 西幕下47枚目 引退 0–0–7 | x                           |
| 各欄の数字は、「勝ち-負け-休場」を示す。 優勝 引退 休場 十両 幕下 三賞：敢=敢闘賞、殊=殊勲賞、技=技能賞 その他：★=金星 番付階級：幕内 - 十両 - 幕下 - 三段目 - 序二段 - 序ノ口 幕内序列：横綱 - 大関 - 関脇 - 小結 - 前頭（「#数字」は各位内の序列） |                         |                         |                         |                             |                         |                             |

## 改名歴
- 真野（まの）1966年5月場所 - 1971年1月場所
- 琴の龍 功師（ことのりゅう こうじ）1971年3月場所 - 1984年9月場所